# COVID-19-Pandemie in Jamaika
Die COVID-19-Pandemie in Jamaika trat als regionales Teilgeschehen des weltweiten Ausbruchs der Atemwegserkrankung COVID-19 auf und beruht auf Infektionen mit dem Ende 2019 neu aufgetretenen Virus SARS-CoV-2 aus der Familie der Coronaviren. Die COVID-19-Pandemie breitete sich seit Dezember 2019 von China ausgehend aus. Ab dem 11. März 2020 stufte die Weltgesundheitsorganisation (WHO) das Ausbruchsgeschehen des damals neuartigen Coronavirus als Pandemie ein.

## Verlauf und Maßnahmen

### Januar und Februar 2020
Am 31. Januar 2020 ordnete die Regierung ein Reiseverbot zwischen China und Jamaika an. Alle Personen, die nach Jamaika einreisen, mussten mindestens 14 Tage lang unter Quarantäne gestellt werden. Jeder, der einreisen durfte und Symptome zeigt, wurde sofort isoliert. Entsprechend dieser Regelung wurde 19 chinesischen Staatsangehörigen, die am Abend des 31. Januar 2020 am Norman Manley International Airport ankamen, die Einreise verweigert. Sie wurden unter Quarantäne gestellt und am 1. Februar 2020 nach China zurückgeflogen.

### März 2020
Am 10. März 2020 wurde der erste Infektionsfall in Jamaika bestätigt.
Am 12. März 2020 wurden alle Schulen geschlossen.
Am 17. März 2020 wurde für alle nicht-systemrelevante Arbeitnehmer Telearbeit angeordnet.
Am 18. März 2020 wurde der erste Todesfall bekannt.
Am 19. März 2020 stellte die Regierung den Ort Corn Piece in Hayes im Clarendon Parish unter Quarantäne.
Am 21. März 2020 wurden alle See- und Flughäfen geschlossen.
Am 23. März 2020 wurde die Schließung der Schulen bis zum 8. April 2020 verlängert.

### April 2020
Am 1. April 2020 trat eine generelle Ausgangssperre für die Zeit von 22 Uhr bis 6 Uhr in Kraft.
Am 3. April 2020 kündigte Premierminister Andrew Holness an, dass das Land bis zum 1. Mai 2020 25 zusätzliche Beatmungsgeräte erhalten soll, wodurch die Anzahl der Beatmungsgeräte auf 105 erhöht werden soll.
Am 8. April 2020 wurden die Ausgangssperre und die Anordnung zur Telearbeit bis zum 21. April 2020 verlängert. Für bestimmte Personengruppen wurde das Tragen von Schutzmasken angeordnet und für andere Jamaikaner dringend empfohlen. Die Schulschließung wurde bis zum 22. April 2020 verlängert.
Am 14. April 2020 wurde das gesamte Saint Catherine Parish unter Massenquarantäne gestellt.
Am 22. April 2020 wurde am National Public Health Laboratory ein neues Testgerät in Betrieb genommen, mit dem täglich mehr als 1300 Coronavirus-Tests durchgeführt werden konnten. Die Ausgangssperre wurde auf die Tagstunden (6 Uhr bis 18 Uhr) erweitert. Die Schulschließung wurde bis 31. Mai 2020 verlängert.
Am 29. April 2020 teilte der Gesundheitsminister mit, dass Patienten mit nur mäßigem Krankheitsbild aus den Krankenhäusern entlassen und unter häusliche Quarantäne gestellt werden.

### Mai 2020
In der Nacht zum 3. Mai 2020 wurden 18 Personen festgenommen, die gegen die Ausgangssperre verstoßen hatten.
Nachdem die Ausgangssperre zwischenzeitlich auf die Nachtstunden (18 Uhr bis 6 Uhr) verkürzt und bis zum 6. Mai befristet worden war, wurde sie am 4. Mai 2020 bis zum 13. Mai 2020 verlängert.
Am 5. Mai 2020 wurde die Ausgangssperre wieder auf ganztägig erweitert. Die Grenzen blieben bis zum 31. Mai 2020 geschlossen, die Schulen bis September 2020.
Am 13. Mai 2020 wurden neue Regelungen bekanntgegeben. Die Ausgangssperre wurde zunächst auf 20 Uhr bis 5 Uhr gekürzt. Anlässlich des „Labour Day“ galt eine Ausgangssperre vom 24. Mai 2020 15 Uhr bis zum 25. Mai 2020 8 Uhr und vom 25. Mai 2020 15 Uhr bis zum 26. Mai 2020 5 Uhr. Vom 26. Mai 2020 bis zum 31. Mai 2020 wurde die Ausgangssperre auf 21 Uhr bis 5 Uhr festgelegt.

## Statistik
Die Fallzahlen entwickelten sich während der COVID-19-Pandemie in Jamaika wie folgt.

### Infektionen
In Jamaika gab es bis zum 15. April 2020 73 Infektionsfälle. Danach entwickelten sich die Infektionsfälle wie folgt.

Bestätigte Infizierte in Jamaika nach Daten der WHO. Oben kumuliert, unten Tageswerte

### Todesfälle

Bestätigte Todesfälle in Jamaika nach Daten der WHO. Oben kumuliert, unten Tageswerte